# Fiorello H. LaGuardia High School
Fiorello H. LaGuardia High School of Music & Art and Performing Arts è una scuola superiore specializzata nell'insegnamento delle arti visive e dello spettacolo, situata vicino al Lincoln Center nel quartiere di Lincoln Square nell'Upper West Side, a Manhattan, New York. Situata al n. 100 di Amsterdam Avenue tra la 64ª e la 65ª Strada Ovest, la scuola è gestita dal Dipartimento di Educazione della città di New York e nasce dalla fusione tra la High School of Music & Art e la School of Performing Arts. La scuola ha una duplice missione di arte e studi accademici, prepara gli studenti per una carriera nel campo delle arti o dello studio in conservatorio, nonché per il raggiungimento di un'istruzione superiore.
Comunemente conosciuta come LaGuardia Arts, o LaGuardia High School, la scuola è l'unica tra le nove scuole superiori specializzate di New York che riceve finanziamenti speciali dalla legislatura dello Stato di New York attraverso l'Hecht Calandra Act.
La scuola nel 2013-14 contava 2.730 studenti e 163 membri dello staff, con un rapporto docenti-studenti di 1:20, mentre nel 2019-20 gli alunni erano 3.011.
La scuola vanta di aver avuto come studenti molte celebrità del mondo della musica e cinema.

## Storia
La High School of Music & Art fu fondata dall'italiano Fiorello La Guardia nel 1936. Come sindaco di New York City voleva istituire una scuola pubblica in cui gli studenti potessero affinare i loro talenti nella musica, nell'arte e nelle arti dello spettacolo. Il sindaco La Guardia considerava la musica e l'arte come la "realizzazione più promettente" della sua lunga amministrazione di sindaco. Nel 1948 un'istituzione simile, la School of Performing Arts, fu creata nel tentativo di convogliarvi gli studenti dotati per la danza; le scuole si fusero poi nel 1961.
Music & Art, colloquialmente noto come "The Castle on the Hill", si trovava in Convent Avenue e nella 135ª strada in quello che da allora è diventato parte del South Campus del City College (CCNY); l'edificio è sede della A. Philip Randolph High School. La Performing Arts si trovava invece a Midtown sulla 46ª strada, entrambe a Manhattan.
Le scuole avrebbero dovuto essere riunite in un unico edificio. Tuttavia ci vollero molti anni e non fu che nel 1984 che si trasferirono in un nuovo edificio in cemento adiacente al Lincoln Center progettato da Eduardo Catalano. Il Board of Education rese omaggio al sindaco LaGuardia dopo la morte, chiamando il nuovo edificio col suo nome. Prima del completamento dell'edificio nel 1985.
Il film musicale drammatico del 1980 Fame (Saranno famosi) era basato sulla vita studentesca alla School of Performing Arts prima della sua fusione con la LaGuardia High School. Fu un tale successo che una serie televisiva, Fame, fu lanciata nel 1982, un adattamento musicale fu presentato per la prima volta nel 1988, e il film fu rifatto e distribuito nel 2009. Paul McCartney disse che voleva una scuola come LaGuardia o "FAME School" in Liverpool, in Inghilterra, la sua città natale. Con il preside della scuola, Mark Weatherstone-Witty creò il Liverpool Institute for Performing Arts.
Gli ex-alunni della La Guardia e delle sue due scuole, High School of Music and Art e School of Performing Arts, sono attivi nel sostenere gli studenti e la scuola attraverso borse di studio e supporto per programmi speciali, eventi scolastici e riunioni tenute a scuola e in tutto il mondo. L'organizzazione degli alunni della scuola ha un direttore esecutivo e uffici a tempo pieno nella scuola. Funziona come un'organizzazione di beneficenza indipendente organizzata secondo le leggi di New York.

## Curriculum accademico
Gli studenti del LaGuardia seguono un corso accademico completo mentre partecipano ad applicazioni artistiche in stile conservatorio. Ogni studente si specializza in uno studio, scegliendo tra danza, recitazione, arte, musica vocale, musica strumentale e tecnica teatrale.
Molti diplomati del LaGuardia continuano i loro studi in università o conservatori dopo il diploma.
LaGuardia aveva offerto un percorso privilegiato agli studenti che entravano dopo il 2006, noto come il Programma Da Vinci. Gli studiosi del DaVinci ebbero lezioni più difficili in matematica e scienze e parteciparono a un programma supplementare di arricchimento dopo la scuola. Il programma non esiste più e gli studenti possono prendere lezioni privilegiate per scelta o programmazione.
LaGuardia offre anche diversi corsi Advanced Placement.

## Curriculum degli studi
La scuola presenta anche un musical annuale. Il corso di Teatro musicale, un corso facoltativo a livello scolastico, è offerto attraverso la collaborazione di membri di facoltà di musica, teatro, danza e dei Tech Theater Studios, che culminano in una grande esibizione teatrale musicale. Le produzioni recenti comprendono Gypsy, Les Misérables, West Side Story, Hair, Ragtime, Hairspray, Guys and Dolls, Sweet Charity, Grease, "Sound of music",In the Heights e Beauty and the Beast.

### Arte
Per i primi due anni di istruzione, il dipartimento artistico sottolinea le abilità artistiche tradizionali e la disciplina. Gli studenti lavorano sul disegno dall'osservazione, apprendendo la teoria del colore ed i principi del design. In seguito, gli studenti scelgono corsi orientati alla professione nelle belle arti come computer grafica, architettura e fotografia. Nel loro ultimo anno gli specializzati in arte possono presentare book al dipartimento per la considerazione di un posto nelle gallerie senior, che sono una serie di spettacoli organizzati e costruiti dagli studenti scelti e da uno studente curatore.

### Musica
Il dipartimento musicale comprende due orchestre sinfoniche, cinque cori, quattro gruppi di archi, due bande musicali, due jazz band, un gruppo da camera, un coro gospel, un canto corale e una compagnia d'opera con una pit orchestra. Gli studenti di canto e strumentali studiano in un programma di conservatorio con tre ore di musica al giorno, tra cui gruppi esecutivi, facoltativi (in settori quali la tecnica musicale e la composizione), la teoria musicale e la storia. Il dipartimento ha lavorato con compositori e organizzazioni come Eric Whitacre, Josh Groban, Arturo O'Farrill, Béla Fleck e Radiolab di NPR.

#### Programma strumentale
Ogni studente del dipartimento strumentale deve unirsi a un gruppo che si esibisce e ad un corso specifico per la classificazione musicologica del proprio strumento (uno dei tre gruppi di fiati, tre orchestre d'archi o un corpo di percussioni). Dopo aver completato il loro primo anno con un gruppo, gli studenti possono adempiere il resto dei crediti di rendimento con corsi a scelta.
- LaGuardia Philharmonia ("Junior Orchestra") è stata costituita con l'obiettivo di avvicinare gli studenti a un repertorio più complesso e professionale.
- LaGuardia Symphony ("Senior") L'orchestra accetta gli studenti attraverso un rigoroso processo di audizione secondaria. È uno degli gruppi più famosi di LaGuardia.
- Junior Jazz insegna esecuzione e teoria del jazz elementare.
- Senior Jazz è la più importante jazz band della scuola, vincitore di premi.
- Gruppo da camera
- Junior Band si è formata come alternativa al programma orchestrale, avviando gli studenti di fiati, ottoni e percussioni al repertorio che caratterizza i loro strumenti.
- Banda sinfonica
- Pit Orchestra, un programma composto da due gruppi distinti che si esibiscono annualmente con musical e opera. Nel 2014 l'orchestra pit ha lavorato con Lin-Manuel Miranda e il cast di In The Heights per aiutare gli studenti a creare la propria produzione musicale.[16]

#### Programma vocale
Ogni studente del dipartimento vocale deve esibirsi con il coro elementare entro il primo o il secondo anno. Al livello secondario, gli studenti devono esibirsi con un coro misto o un coro di ragazze. Gli specializzandi in musica vocale del terzo anno devono completare un altro anno di coro, esibendosi con il coro misto, il coro femminile o il coro senior.
- Women's Chorus: è un gruppo esclusivamente femminile aperto agli studenti della voce del terzo, quarto anno. Non è basato sulle audizioni.
- Senior Chorus: è un corso competitivo facoltativo aperto a junior e senior. Il gruppo è uno dei più noti di LaGuardia ed è stato regolarmente selezionato per esibirsi per l'American Choral Directors Association.
- Gospel Chorus: è un corso facoltativo aperto a tutti gli studenti.
- Show Choir: è un corso sempre facoltativo che accetta studenti provenienti da qualsiasi studio.
- Opera Workshop: è aperta agli specializzandi in canto del terzo e quarto anno tramite un provino, dove vengono analizzati e studiati i lavori di opera. L'opera scelta viene eseguita a metà del semestre primaverile. Nel 2011 il team musicale di Broadway di Laurence O'Keefe e Nell Benjamin annunciò un musical con LaGuardia's Opera Workshop e Pit Orchestra. Il musical, intitolato Life of the Party, è una commedia basata su film musicali stalinisti dell'Unione Sovietica. Il lavoro è stato eseguito dal 3 maggio al 6 maggio 2012.
- Solo Voice: insegna assoli d'opera tramite istruzioni private.

#### Programma musicologico
Ogni studente di musica deve passare un elementare corso di lettura a prima vista e anche un anno di teoria musicale e storia per diplomarsi.
- LaGuardia New Music Ensemble: si concentra sulla composizione e teoria della musica popolare. Gli studenti sono in grado di comporre le proprie canzoni originali e eseguirle durante le produzioni scolastiche. L'ensemble concede l'ammissione tramite audizioni, in cui è richiesto un book.
- Tecnica musicale: è un corso nella produzione musicale, nella storia della musica elettronica e nella teoria dei computer.
- AP Music Theory: può essere presa dai membri di entrambi i dipartimenti.
- Composizione: è insegnata attraverso l'insegnamento privato, attualmente con il compositore Jim Pugliese.

### Dramma
Lo studio teatrale di LaGuardia è altamente competitivo. Gli studenti non hanno la possibilità di esibirsi pubblicamente fino al loro terzo anno superiore con il teatro musicale, o l'ultimo anno durante lo Spring Drama Festival. Le eccezioni per la capacità degli studenti di recitare sono il musical annuale della scuola, in cui ogni studente del secondo, terzo o quarto anno può fare audizioni per qualsiasi numero di ruoli, e il talent show degli Astri nascenti, dove qualsiasi gruppo di studenti può preparare un atto.
Ci sono diversi insegnanti ospiti nel dipartimento di recitazione, che sono presenti in particolare nei corsi junior e senior. Molti attori come Jake Gyllenhaal, Alan Rickman e Darren Criss hanno offerto le loro conoscenze sul processo di audizione e gestione della carriera.

### Danza
Il dipartimento di danza si basa rigorosamente sulla formazione pre-conservatorio nel campo della danza. Gli studenti trascorrono i primi due anni di formazione esclusivamente nel balletto classico e le tecniche moderne combinate di Graham e Horton. Nel loro junior (terzo anno) viene data l'opportunità di prendere lezioni di teatro musicale e tap. Oltre a ciò la classe junior si esibisce per la prima volta in un anno junior. Il secondo semestre dell'anno junior prendono una lezione di coreografia in cui creano pezzi sui quali esibirsi. L'ultimo anno i ballerini prendono lezioni di gestione della carriera per sostenere il loro successo e prendere parte a due spettacoli: la Winter Showcase e il Concerto di ballo di diploma della primavera.
Tra gli ex alunni del programma ci sono Desmond Richardson e Suzanne Vega.

### Technical theater
Il Technical Theatre Studio è un programma di formazione professionale che offre agli studenti le capacità e le tecniche necessarie per perseguire una carriera nella tecnica teatrale. I concetti e l'estetica vengono insegnati utilizzando metodi di insegnamento contemporanei che utilizzano attrezzature all'avanguardia. Gli eventi prodotti professionalmente nella sala da concerto, nel teatro thrust-stage e nel black-box theater offrono agli studenti pratiche esperienze di lavoro.

## Ammissione
Gli studenti sono accettati in base a provini (danza, recitazione, musica strumentale, musica vocale e tecnica teatrale) e al book (arte e tecnica teatrale). I loro registri accademici e delle presenze sono anche esaminati con la maggior parte degli studenti in arrivo che hanno ottenuto almeno un "3" (standard di gara) nei loro esami standardizzati della settima classe. Le audizioni si svolgono a novembre e dicembre.

## Sport
LaGuardia offre 21 sport diversi a livello di squadra universitaria. È una delle 8 scuole di New York che gestisce ancora il programma di ginnastica. LaGuardia compete con la Public School Athletic League (PSAL). In autunno, offrono sport come bowling, nuoto, pallavolo, campestre ragazze, scherma (mista), calcio e campestre ragazzi. In inverno, gli studenti possono partecipare ad altri sport come basket, ginnastica e pista coperta (ragazzi e ragazze). In primavera, la scuola offre baseball, pista all'aperto, tennis, pallavolo (ragazzi), pallamano, softball e tennis (ragazze).